# فيسنتي ترويبا
فيسنتي ترويبا (بالإسبانية: Vicente Trueba)‏ ولد بتاريخ 16 أكتوبر 1905 في إسبانيا، وتوفي في 10 نوفمبر 1986، كان دراج إسباني في صنف سباق الدراجات على الطريق.

## روابط خارجية
- فيسنتي ترويبا على موقع أرشيف الدراجات (الإنجليزية)
- فيسنتي ترويبا على موقع إحصائيات الدراجات الإحترافية (الإنجليزية)
- فيسنتي ترويبا على موقع CycleBase (الإنجليزية)